# Eiconaxius caribbaeus
Eiconaxius caribbaeus är en kräftdjursart som först beskrevs av Faxon 1896.  Eiconaxius caribbaeus ingår i släktet Eiconaxius och familjen Axiidae. Inga underarter finns listade i Catalogue of Life.